# Keizersgalmot
De keizersgalmot (Goniodoma limoniella) is een vlinder uit de familie kokermotten (Coleophoridae). De wetenschappelijke naam is voor het eerst geldig gepubliceerd in 1884 door Stainton.
De soort komt voor in Europa.